# Eilidh McIntyre
Eilidh Jane McIntyre (Winchester, 4 de junio de 1994) es una deportista británica que compite en vela en la clase 470.
Participó en los Juegos Olímpicos de Tokio 2020, obteniendo una medalla de oro en la clase 470 (junto con Hannah Mills).
Ganó tres medallas en el Campeonato Mundial de 470 entre los años 2017 y 2019, y cuatro medallas en el Campeonato Europeo de 470 entre los años 2013 y 2021.
En 2022 fue nombrada miembro de la Orden del Imperio Británico (MBE).

## Palmarés internacional
| \| Juegos Olímpicos \| Juegos Olímpicos \| Juegos Olímpicos \| Juegos Olímpicos \| \| Año \| Lugar \| Medalla \| Clase \| \| ------------------ \| -------------------- \| ----------------- \| ---------------- \| \| 2020 \| Tokio (Japón) \| Medalla de oro \| 470 \| \| Campeonato Mundial \| \| \| \| \| Año \| Lugar \| Medalla \| Clase \| \| 2017 \| Salónica (Grecia) \| Medalla de plata \| 470 \| \| 2018 \| Aarhus (Dinamarca) \| Medalla de bronce \| 470 \| \| 2019 \| Enoshima (Japón) \| Medalla de oro \| 470 \| \| Campeonato Europeo \| \| \| \| \| Año \| Lugar \| Medalla \| Clase \| \| 2013 \| Formia (Italia) \| Medalla de bronce \| 470 \| \| 2015 \| Aarhus (Dinamarca) \| Medalla de bronce \| 470 \| \| 2019 \| San Remo (Italia) \| Medalla de plata \| 470 \| \| 2021 \| Vilamoura (Portugal) \| Medalla de plata \| 470 \| |                      |                   |       |
| Juegos Olímpicos |                      |                   |       |
| Año | Lugar                | Medalla           | Clase |
| 2020 | Tokio (Japón)        | Medalla de oro    | 470   |
| Campeonato Mundial |                      |                   |       |
| Año | Lugar                | Medalla           | Clase |
| 2017 | Salónica (Grecia)    | Medalla de plata  | 470   |
| 2018 | Aarhus (Dinamarca)   | Medalla de bronce | 470   |
| 2019 | Enoshima (Japón)     | Medalla de oro    | 470   |
| Campeonato Europeo |                      |                   |       |
| Año | Lugar                | Medalla           | Clase |
| 2013 | Formia (Italia)      | Medalla de bronce | 470   |
| 2015 | Aarhus (Dinamarca)   | Medalla de bronce | 470   |
| 2019 | San Remo (Italia)    | Medalla de plata  | 470   |
| 2021 | Vilamoura (Portugal) | Medalla de plata  | 470   |